# Jericho Beach
Jericho Beach je populární pláž v kanadském Vancouveru, ležící na západ od čtvrti Kitsilano. Obklopuje ji park Jericho Beach Park, velká travnatá plocha s jezerem, která je ideální na piknik. Indiáni z kmene Squamish nazývali tuto oblast iy'a'k'mexw, což znamená „dobrá zem“.